# Adam Harrington
Adam Philip Harrington (Bernardston, Massachusetts, 5 de julio de 1980) es un exjugador y entrenador de baloncesto estadounidense que jugó una temporada en la NBA, transcurriendo el resto de su carrera en la NBA D-League, en la liga china y en media docena de competiciones europeas. Con 1,96 metros de estatura, jugaba en la posición de escolta.

## Trayectoria deportiva

### Universidad
Jugó durante una única temporada con los Wolfpack de la Universidad Estatal de Carolina del Norte, en la que promedió 11,6 puntos y 2,0 rebotes y 2,0 por partido, acabando como el máximo anotador de su equipo. Fue inclído en el mejor equipo de novatos de la Atlantic Coast Conference. Fue posteriormente transferido a los Tigers de la Universidad de Auburn, donde jugó dos temporadas más, en las que promedió 12,9 puntos y 3,9 rebotes por partido, siendo incluido en 2001 en el tercer mejor quinteto de la Southeastern Conference.

### Profesional
Tras no ser elegido en el Draft de la NBA de 2002, firmó como agente libre por los Dallas Mavericks, con los que disputó trece partidos, logrando un total de once puntos. Fue despedido en enero, y dos meses después firmó por diez días con los Denver Nuggets, renovando posteriormente hasta final de temporada, con los que disputó seis partidos en los que promedió 3,2 puntos y 1,7 asistencias.
Después de jugar en los Shaanxi Kylins de la liga china, regresó a su país para hacerlo en los Columbus Riverdragons de la NBA D-League, donde promedió 11,2 puntos y 1,7 rebotes por partido. De ahí pasó al Club Baloncesto Gran Canaria de la liga ACB, donde jugó únicamente 8 partidos, en los que promedió 9,8 puntos.
Pasó posteriormente por diversos equipos de varias ligas europeas, incluido el Cantabria Lobos de la LEB, alternándolo con participaciones en la D-League. Acabó su carrera jugando en el SKK Kotwica Kolobrzeg de la liga polaca.

## Estadísticas de su carrera en la NBA

### Temporada regular
| Temporada | Edad | Equipo           | Liga | Pos. | P  | TIT | MIN  | TC  | TCA | %TC  | 3P  | 3PA | %3P  | TL  | TLA | %TL   | R.OF. | R.DEF. | REB | ASIS | ROB | TAP | PER | FP  | PTS |
| 2002-03   | 22   | TOTAL            | NBA  | SG   | 19 | 0   | 5.8  | 0.6 | 1.9 | .297 | 0.3 | 0.7 | .357 | 0.2 | 0.2 | .750  | 0.1   | 0.4    | 0.4 | 0.6  | 0.1 | 0.1 | 0.1 | 0.4 | 1.6 |
| 2002-03   | 22   | Dallas Mavericks | NBA  | SG   | 13 | 0   | 2.8  | 0.3 | 1.3 | .235 | 0.1 | 0.2 | .333 | 0.2 | 0.2 | 1.000 | 0.0   | 0.2    | 0.2 | 0.2  | 0.1 | 0.1 | 0.2 | 0.2 | 0.8 |
| 2002-03   | 22   | Denver Nuggets   | NBA  | SG   | 6  | 0   | 12.3 | 1.2 | 3.3 | .350 | 0.7 | 1.8 | .364 | 0.2 | 0.3 | .500  | 0.2   | 0.8    | 1.0 | 1.7  | 0.2 | 0.0 | 0.0 | 1.0 | 3.2 |
| Total     |      |                  | NBA  |      | 19 | 0   | 5.8  | 0.6 | 1.9 | .297 | 0.3 | 0.7 | .357 | 0.2 | 0.2 | .750  | 0.1   | 0.4    | 0.4 | 0.6  | 0.1 | 0.1 | 0.1 | 0.4 | 1.6 |